# Opisthacanthus valerioi
Opisthacanthus valerioi is een schorpioenensoort uit de familie Hemiscorpiidae die voorkomt in Midden-Amerika. De soort is circa 5 cm groot.
Opisthacanthus valerioi komt alleen voor op Cocoseiland, een eiland in de Grote Oceaan dat tot Costa Rica behoort.